# Церква Різдва Пресвятої Богородиці (Вищі Луб'янки)
Церква Різдва Пресвятої Богородиці у Вищих Луб'янках — парафія і храм греко-католицької громади Збаразького деканату Тернопільсько-Зборівської архієпархії Української греко-католицької церкви в селі Вищі Луб'янки Тернопільського району Тернопільської области.

## Історія церкви
На храмі є напис, який свідчить, що церква Різдва Пресвятої Богородиці була збудована у 1879 році. Її будівництво відбулося за кошти жителів села Луб'янки Вищої, патрона графа Станіслава Стадницького та за сприяння митрополита Сембратовича і пароха А. Грабовича. Парафія була відновлена в лоні УГКЦ у 1990 році, а розпис у церкві у 1989–1990 роках виконали майстри зі Скалата.
Біля храму у 1996 році збудовано Хресну дорогу на честь Берестейської унії. Також на території є каплиця на згадку про приїзд до України Папи Івана Павла II та хрест на честь місії 2007 року. 27 жовтня 2010 року парафію відвідав з візитацією владика Василій Семенюк.
При парафії діють: братство Матері Божої Неустанної Помочі, Марійська і Вівтарна дружини та спільнота «Матері в молитві». На території церкви розташовані 3 хрести та 14 фігур. У власності парафії є проборство.

## Парохи
- о. А. Грабович,
- о. декан І. Рейтаровський (1884—1915),
- о. Петро Кіжик,
- о. А. Бай (1990—2001),
- о. Й. Янішевський (1990—2001),
- о. Михайло Бедрій (парох з 24 січня 2001),
- о. Назарій Вінтопюк (сотрудник з 29 жовтня 2013).